# Карло Колоди
Кàрло Колòди (на италиански: Carlo Collodi), псевдоним на Кàрло Лоренцѝни (на италиански: Carlo Lorenzini), е световноизвестен италиански писател и журналист.
Става известен с това, че е автор на романа „Приключенията на Пинокио. Историята на една кукла“, често известна просто като „Пинокио“, която се превръща в една от големите класики на литературата от цял свят и преведена на 240 езика.

## Произход
Карло Лоренцини е роден в семейството на Доменико Лоренцини (1795-1848), готвач, и на съпругата му Анджолина Орцали (1800-1886), домашна прислужница и шивачка при маркизите Джинори. Майка му е дъщеря на фермера на маркизите Гарцони Вентури, който управлява фермата Венери при портите на местността Колоди, подселище на Пеша, чието име вдъхновява псевдонима, приет от писателя. 
Има девет по-малки братя и сестри: Мариана (1828 - 1829), Паоло (1829-1891), Мария Аделаида (1831-1871), Мариана Секунда (1832- 1838), Джузепина (1834-1850), Паолина Антониета (1836-1839), Джованина Летиция (1837-1839), Лоренцо (1839-1839) и Иполито (1842-1923).

## Биография
Младият Лоренцини успява да учи благодарение на помощта на семейство Джинори: той живее известно време, по време на детството си (което обаче прекарва предимно в Колоди с дядо си по майчина линия), в къщата им на улица „Тадеа“. Когато брат му Паоло става управител на фабриката Джинори, Карло живее в Палат „Джинори“ на ул. „Де Рондинели“ във Флоренция, на чиято фасада паметна плоча отбелязва престоя му през последните години от живота му. 
От 1837 до 1842 г. учи в семинарията в Коле ди Вал д'Елса. Не става свещеник, но получава добро образование. Между 1842 и 1844 г. ходи на лекции по реторика и философия във Флоренция, в друго религиозно училище– това на сколопите.
Той прекъсва обучението си в гимназията през 1844 г., но вероятно още през 1843 г. е започнал работа като продавач в Книжарница „Пиати“ във Флоренция. През 1845 г. той е толкова харесван, че получава църковно разрешение, което му позволява да чете книгите в Индекса на забранените книги. 
От 29 декември 1847 г., след като публикува статията по музикология L'Arpa („Арфата“), той започва да пише за миланския вестник „Музикална Италия“, в който скоро става един от най-важните автори. Интелектуалната роля на Колоди ще бъде ценна, защото той предавае на много представители на Скапилятура – артистична и литературна група, която се развива в Северна Италия през 1860 г., някои фундаментални критични въпроси, свързани с прозата и музикалния театър, поезията и романа на неговото време, които подхранват дълго време културния дебат в Италия.
През 1848 г., при избухването на Първата война за италианска независимост, той доброволно се бие с тосканския батальон при Куртатоне и Монтанара (29 май).
Обратно във Флоренция той основава един от големите хумористично-политически вестници на времето, Il Lampione, спрян на 11 април 1849 г. поради реставрацията. Той възобновява публикуването му на 15 май 1860 г. със своя статия.  За него като патриот започва труден период във Велика Тоскана, така че той често пътува до Милано и Торино, спирайки там за дълги периоди. Тогава хумористичната журналистика е неговият основен ресурс: оттук и сътрудничеството му с множество хумористични списания, които се занимават под знамето на смеха и усмивката с художествени, театрални и литературни теми: l'Arte, La Scena (в което сътрудничи и Иполито Ниево), La Lente и други. През 1853 г. той основава Scaramuccia, който скоро се превръща в едно от големите италиански театрални списания, буквално предоставяйки модела за много други подобни, които се появяват в цяла Италия. Той се занимава с всичко: музика, театър, литература с голяма компетентност.
През 1856 г., сътрудничейки на флорентинския хумористичен вестник La Lente, той се подписва за първи път с псевдонима на Карло Колоди. Първите му важни творби датират от същата година: Gli Amici di Casa („Приятелите на дома“) и Un romanzo in vapore. Da Firenze a Livorno. Guida storico-umoristica („Роман в пара. От Флоренция до Ливорно. Историко-хумористичен справочник“). През 1859 г. Колоди участва във Втората война за  италианска независимост, като се записва като доброволец в Савойския кавалерийски полк на Новара. След военната кампания се завръща във Флоренция. През 1860 г. става театрален рецензент и написва няколко сатирични скеча и истории, сред които „Macchiette“ (1880), „Occhi e nasi“ (1881), „Storie allegre“ (1887). През 1868 г., по покана на Министерството на народното просвещение, той се присъединява към изготвянето на речник на говоримия италиански език – Novo vocabolario della lingua italiana secondo l'uso di Firenze.
През 1875 г. той получава поръчка от издателя Феличе Паджи да преведе най-известните френски приказки. Колоди не само превежда, но и пресъздава на италиански език, включвайки и поука, корпус с приказки под заглавието I racconti delle fate („Вълшебните приказки“), взети от изданието Ашет от 1853 г. на приказките на Шарл Перо, Мари-Катрин д'Оноа и Жан-Мари Лепренс дьо Бомон. Томът излиза на следващата година.
През 1877 г. той пише „Джанетино“ (Giannettino), а през 1087 г. – „Минуцоло“ (Minuzzolo). През 1880, 83 и 86 г. излизат трите части на „Пътешествието из Италия на Джанетино“ (Il viaggio per l'Italia di Giannettino) – поредица, която представя обединяването на Италия през призмата на ироничните мисли и действия на главния герой.
Колоди е очарован от идеята да използва мили и добродушни, но в същото време мошенически персонажи при изразяването на собствените си убеждения, използвайки алегории. През 1880 г. той започва да пише „Storia di un Puppazzo“ („Историята на една марионетка“), наречена също така „Приключенията на Пинокио“. На 7 юли 1881 г. излиза първата част от „Приключенията на Пинокио“ със заглавие „Историята на една марионетка“. Тя е публикувана в първия брой на „Детски вестник“ (на итал. Il Giornale dei bambini) на Фердинандо Мартини – пионер на италианските детски периодични издания. Според Джани Греко за написването на най-известния си роман Колоди се вдъхновява от по-ранни източници. През 1883 г. той публикува „Приключенията на Пинокио“, събрани в том. От 12 април същата година и до 8 декември 1886 г. Колоди е редактор на Детския вестник.
На върха на успеха си, на 26 октомври 1890 г. Колоди умра вероятно от аневризма по-малко от месец преди 64-ия си рожден ден. Погребан е в гробището „Порте Санте“ във Флоренция.
Карло Колоди умира без да подозира, че неговите произведения ще го направят световноизвестен. По подобие на алегорията в историята на най-известния му герой, Пинокио накрая заживява свой собствен живот, отделен от този на своя автор.
Карло Колоди има племенник, Паоло Лоренцини (1876 – 1958), син на брат му Иполито, който също се заема с професията на писател за деца, използвайки псевдонима Collodi Nipote. Той пише, наред с други неща, хумористичната детска книга Sussi e Biribissi.
През 1962 г. в Италия е създадена Националната фондация „Карло Колоди“, която има сред целите си разпространението и популяризиране на произведенията на Колоди по целия свят, по-специално „Приключенията на Пинокио“. Националното издание на произведенията на Карло Лоренцини е създадено с Министерски указ от 9 юни 2009 г., председателствано от Даниела Маркески.

## Произведения
- Gli amici di casa. Dramma in due atti, 1856; 1862; после с есето Il teatro di C. Collodi, 1990.
- Un romanzo in vapore. Da Firenze a Livorno. Guida storico-umoristica, 1856
- I misteri di Firenze. Scene sociali, Firenze, Fioretti, 1857
- Il sig. Albèri ha ragione! (Dialogo apologetico), 1859.
- La manifattura delle porcellane di Doccia. Cenni illustrativi, 1861
- Gli estremi si toccano, в "Il Lampione", 15 gennaio 1861
- La coscienza e l'impiego, ок. 1867
- Antonietta Buontalenti, 1869-187
- L'onore del marito, 1870.
- I racconti delle fate. Voltati in italiano, 1876
- Giannettino. Libro per i ragazzi, 1877.
- Minuzzolo. Secondo libro di lettura (секвел на Giannettino), 1878.
- Macchiette, Milano, Brignola, 1880
- Occhi e nasi. (ricordi dal vero), Firenze, Paggi 1881
- La grammatica di Giannettino per le scuole elementari, 1883.

- Le avventure di Pinocchio. Storia di un burattino, 1883
Приключенията на Пинокио. Народна младеж, 1963 ; Виликс, 1992, ISBN 954-8015-05-6; Кибеа, 1998, ISBN 954-474-058-9 ; Хермес, 1998, ISBN 954-459-480-9 ; Хермес, 2005, ISBN 954-26-0286-3 ; Бард, 2006, ISBN 954-585-719-6 ; Изд. „Труд“, 2007, ISBN 978-954-528-720-6 ; Вестникарска група България, 2009, ISBN 978-954-9976-41-0 ; Хермес, 2012, ISBN 978-954-26-0337-5 ; Златното пате, 2012, 2013. ISBN 978-954-431-890-1; Егмонт България, 2013, ISBN 978-954-27-0898-8 ; Световна библиотека, 2014. ISBN 978-954-574-119-7 ; Хеликон, 2015, ISBN 978-954-2984-07-8 ; Изд. „Колибри“, 2020. ISBN 978-619-02-0665-1
- Il regalo del Capo d'Anno, 1884, после con предговор на Даниела Марески, 1989-1990.
- L'abbaco di Giannettino. Per le scuole elementari, 1884.
- Libro di Lezioni per la seconda classe elementare, secondo gli ultimi programmi, 1885.
- Un'antipatia. Poesia e prosa, 1885.
- La geografia di Giannettino. Adottata nelle scuole comunali di Firenze, 1886.
- Il viaggio per l'Italia di Giannettino, 3 voll., 1880-1886: I, L'Italia superiore, 1880 ; II, L'Italia centrale, 1883 ; III, L'Italia meridionale, 1886.
- Storie allegre. Libro per i ragazzi, 1887
- Libro di Lezioni per la terza classe elementare secondo gli ultimi programmi, 1889.
- La lanterna magica di Giannettino. Libro per i giovanetti, 1890.

Посмъртно публикувани:
- Divagazioni critico-umoristiche, raccolte e ordinate da Giuseppe Rigutini, 1892.
- Note gaie, raccolte e ordinate da Giuseppe Rigutini, 1892.
- Cronache dall'Ottocento, a cura di Daniela Marcheschi, 1990. [Колекция от журналистически статии, никога не препечатвани досега, публикувани от Карло Колоди (под различни псевдоними) в хумористични вестници от онова време]
- Opere, a cura e con un saggio introduttivo di Daniela Marcheschi, 1995. ISBN 88-04-40075-7
- Il viaggio per l'Italia di Giannettino, анастатична препечатка в 3 тома, 2006.

От 2009 г. Фондация „Карло Колоди“ издава Национално издание на произведенията на Карло Лоренцини, с цел да подчертае голямото интелектуално и културно значение на автора, а не просто ролята му на детски писател или „автор на една книга“. Националното издание е популяризирано и учредено по инициатива на Фондацията от Министерството на културното наследство и дейности на Италия с министерско постановление от 9 юни 2009 г. Президент на Националното издание е проф. Даниела Маркески.